# اثر برق مالشی

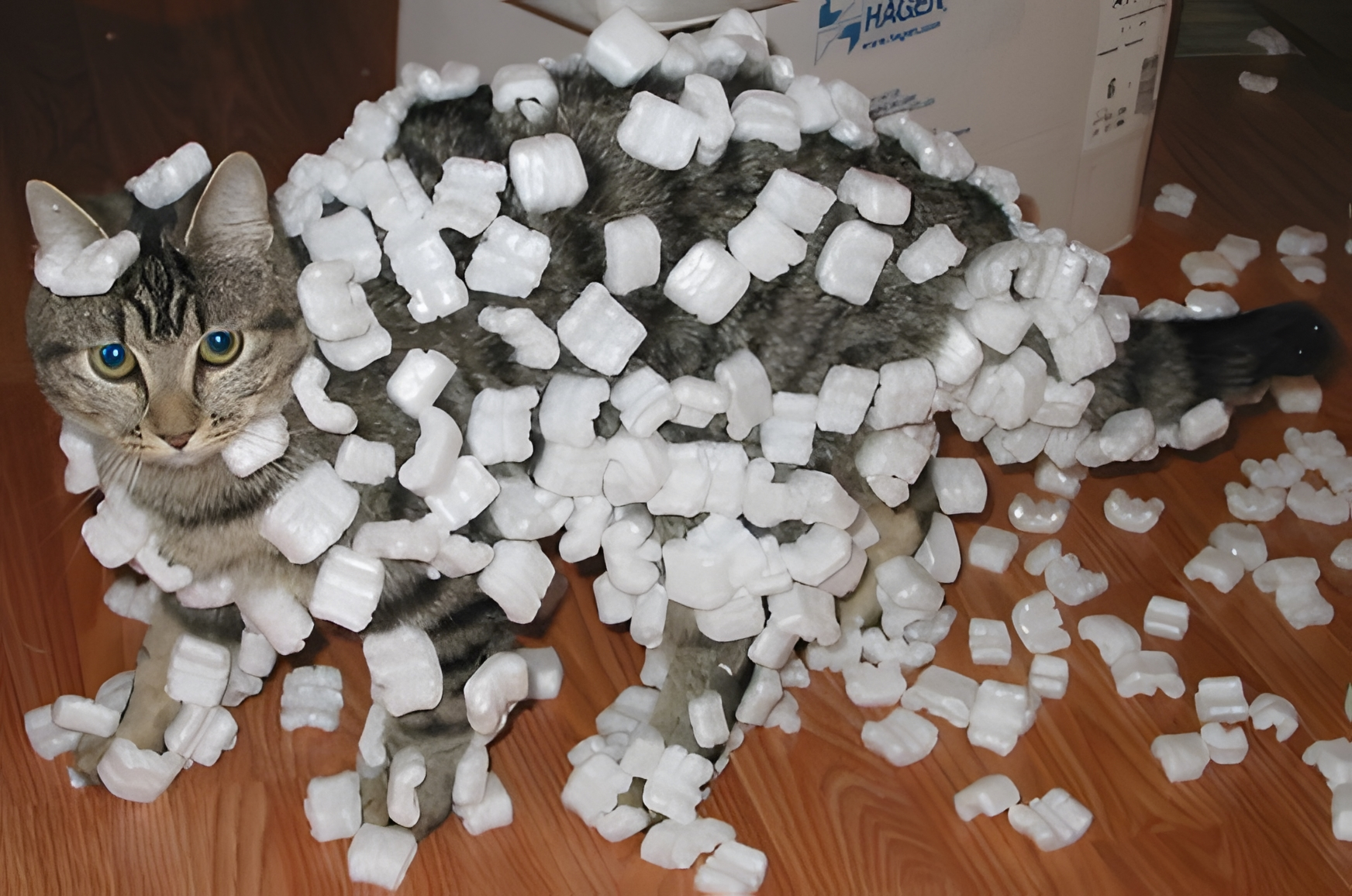
نگاره‌ای از چسبیدن بادام زمینی استایروفومی به خز گربه به دلیل الکتریسیته ساکن.

اثر برق مالشی (به انگلیسی : "Triboelectric effect" یا همچنین با نام بار رسانی مالشی ؛ به انگلیسی : triboelectric charging) نوعی الکتریسیته تماسی است که در آن ماده ای خاص در تماس با ماده ای دیگر از نظر الکتریکی پس از جدایی دو جسم در تماس باردار می شود. مالش دو جسم به یکدیگر باعث افزایش سطح تماس دو جسم خواهد شد از این رو مالش دو جسم باعث افزایش اثر برق مالشی خواهد شد.در این روش دو جسم دارای بار ناهم‌نام می‌شوند. برای مثال مالش شیشه با خز و یا شانه کردن مو با شانه ی پلاستیکی میتواند الکتریسیته مالشی ایجاد کند. اکثر الکتریسیته ساکن موجود از نوع الکتریسیته مالشی میباشد. قطبیت و بزرگی بار ایجاد شده در الکتریسیته مالشی بسته به جنس ، تخلخل سطح ، دما و دیگر مشخصه های فیزیکی جسم های در تماس میباشد.
اثر الکتریسیته مالشی بسیار غیرقابل پیش بینی است و فقط حدس هایی کلی میتوان در مورد بار ایجاد شده زد. برای مثال کهربا در اثر مالش با پشم میتواند باردار شود که این پدیده اولین بار توسط تالس فیلسوف یونانی ثبت شد.

## مدارهای هم پیوند برق مالشی
نخستین بار جان کارل ویلکا آن را در مقاله ای در بارهء بارهای ساکن در سال 1757 معرفی کرد.

## ژنراتورهای اثر برق مالشی (TENG)
در سالهای اخیر در منابع علمی پیشنهاد شده که از این اثر فیزیکی، برای تولید ژنراتورهای اثر برق مالشی (برای دستگاه های کوچک و کم توان) خصوصاً در مقیاس های میکرو و نانو استفاده شود.